# BLUEZIE!?
BLUEZIE!?（ブルージー!?）は、日本のロックバンド。

## メンバー
- 芝田吾朗（ボーカル）

日本コロムビアTRIADレーベルアーティストオーディションでグランプリを獲得した時点では、高校理科教師をしており、グランプリ獲得を機にミュージシャンに転向。
解散後はソロ活動を経て、1997年に「ブエノスアイレス」のヴォーカルとして活動していたが、父親の死去に伴い、関西に拠点を移す。その後、バンド「天球ぴんぽんず」、表現者集団「天才ばかばんど」、音楽ユニット「Q(ku:)」のメンバーとして活動。
- 鮓谷喜也（ギター）
- 渋谷郁夫（ベース）
- 多田光裕（キーボード）

解散後は「多田三洋」名義でTHE COLTSのキーボーディストのほか、作曲家・編曲家、音楽プロデューサーとして活動。
- 花田昌樹（ドラムス）

## 概要
1988年10月、日本コロムビアTRIADレーベルアーティストオーディションにてグランプリを獲得。しかし、東京では全くの無名であったため、1年でライブハウスを一杯にしてからデビューすることを目指し、1年で120本のライブ活動を行う。
1990年4月、日本コロムビアレーベル内のTRIADからシングル「Mr.パラダイス」でデビュー。同レーベルからシングル4枚、アルバム4枚をリリース。
1994年解散。
2016年10月30日、奇跡の復活ライブを開催。2017年11月3日には奇跡の復活ワンマンライブを行なっている。

## タイアップ一覧
| 使用年       | 曲名                     | タイアップ                                               |
| ------------ | ------------------------ | -------------------------------------------------------- |
| BLUEZIE!?    |                          |                                                          |
| 1990年       | Mr.パラダイス            | SURF'90イメージソング                                    |
| 1990年       | Mr.パラダイス            | 味の素「ピーチソーダ」CMソング                           |
| 1991年       | 僕のチェッカー・フラッグ | 味の素「クノール・カップスープ・レーシング」テーマソング |
| 1991年       | 愛を伝えたい             | 日立コードレス留守番電話「R2」CMソング                   |
| 1992年       | シンドバッドの乱         | 読売テレビ『その気!アルマジロ』テーマソング              |
| 1992年       | ミセス・パラダイス       | フジテレビ系『タモリのボキャブラ天国』テーマソング       |
| GORO SHIBATA |                          |                                                          |
| 1995年       | あふれる想いを君に       | Victoria CMソング                                        |
| 1995年       | 君がどこかで僕を思う時は | ロッテ「アローマスティックチョコレート」TVCFソング       |

## ヘビーローテーション/パワープレイ

### ラジオ
| 放送年    | 曲名               | ラジオヘビーローテーション/パワープレイ                                      |
| --------- | ------------------ | ---------------------------------------------------------------------------- |
| BLUEZIE!? |                    |                                                                              |
| 1992年    | ミセス・パラダイス | ABCラジオ『ABCミュージックパラダイス』1992年12月度ミューパライチ押しナンバー |